# Архиепархия Бразилиа
Архиепархия Бразилиа (лат. Archidioecesis Brasiliapolitana) — архиепархия Римско-Католической церкви с центром в городе Бразилиа, Бразилия. В митрополию Бразилиа входят епархии Лузиании, Уруасу и Формозы. Кафедральным собором архиепархии Бразилиа является церковь Пресвятой Девы Марии.

## История
16 января 1960 года Римский папа Иоанн XXIII издал буллу «Quandoquidem nullum», которой учредил епархию Бразилиа, выделив её из архиепархии Гоянии.
11 октября 1966 года Римский папа Павел VI выпустил буллу «De Brasiliani populi», которой возвёл епархию Бразилиа в ранг архиепархии.

## Ординарии архиепархии
- архиепископ Jose Newton de Almeida Baptista (12.03.1960 — 15.02.1984);
- кардинал Жозе Фрейри Фалкан (15.02.1984 — 28.01.2004);
- архиепископ Жуан Брас ди Авис (28.01.2004 — 4.01.2011 — назначен префектом Конгрегации по делам институтов посвящённой жизни и обществ апостольской жизни, с 2012 года — кардинал);
- кардинал Сержиу да Роша (15.06.2011 — 11.03.2020);
- кардинал Паулу Сезар Кошта (21.10.2020 — по настоящее время).

## Источник
- Annuario Pontificio, Libreria Editrice Vaticana, Città del Vaticano, 2003, ISBN 88-209-7422-3
- Булла Quandoquidem nullum Архивная копия от 9 апреля 2016 на Wayback Machine, AAS 52 (1960), p. 749]  (лат.)
- Булла De Brasiliani populi Архивная копия от 28 декабря 2011 на Wayback Machine  (лат.)